# Comuna de Pysznica
Pysznica (polaco: Gmina Pysznica) é uma gminy (comuna) na Polónia, na voivodia de Subcarpácia e no condado de Stalowowolski. A sede do condado é a cidade de Pysznica.
De acordo com os censos de 2005, a comuna tem 9 404 habitantes, com uma densidade 63,6 hab/km².

## Área
Estende-se por uma área de 147,82 km², incluindo:
- área agricola: 34%
- área florestal: 59%

## Demografia
Dados de 30 de Junho 2004:
|                      | Total   | Total | Mulheres | Mulheres | Homens  | Homens |
| -------------------- | ------- | ----- | -------- | -------- | ------- | ------ |
|                      | pessoas | %     | pessoas  | %        | pessoas | %      |
| População            | 9273    | 100   | 4634     | 50       | 4639    | 50     |
| Densidade (pop./km²) | 62,7    | 100   | 31,3     | 31,3     | 31,4    | 31,4   |

De acordo com dados de 2002, o rendimento médio per capita ascendia a 1261,68 zł.

## Subdivisões
- Bąków, Brandwica, Chłopska Wola, Jastkowice, Kłyżów, Krzaki-Słomiana, Olszowiec, Pysznica, Studzieniec, Sudoły.

## Comunas vizinhas
- Janów Lubelski, Jarocin, Modliborzyce, Nisko, Potok Wielki, Radomyśl nad Sanem, Stalowa Wola, Ulanów, Zaklików